# Eucylliba bordagei
Eucylliba bordagei es una especie de arácnido del orden Mesostigmata de la familia Uropodidae.

## Distribución geográfica
Se encuentra en Tahití.